# Maria de la Mercè Goberna i Bulart
Maria de la Mercè Goberna i Bulart, religiosa i compositora que va prendre el nom de Maria del Sagrari quan va professar com a monja.

## Biografia
Filla del compositor Robert Goberna i Franchi (Barcelona, 1858-1934) i de Mercè Bulart i Capella.
Va realitzar estudis de piano i va professar com a religiosa a la Congregació de la Sagrada Família de Sabadell. Aquesta congregació pertanyia el Col·legi Sagrada Família, on el seu pare va exercir com a professor de música. Va escriure algunes composicions musicals que es conserven dins del Fons Robert Goberna de la Biblioteca de Catalunya.

## Obra[2]
- La Verge bressant (1916)
- Trisagio a la Santísima Virgen (1920)
- Himno a la Sagrada Familia (1943)
- Himno a Maria Medianera de todas las gracias (1943). Lletra: Joaquim Torné Amenos, prevere.
- Padre Nuestro

## Homenatges
El seu pare li dedicà nombroses composicions, entre les quals destaquen Mercedes (1900), Contemplación (1901), Tot breçant (1902) i Vocació (1903). També el compositor Nadal Puig i Bellera li va dedicar l'obra Dols recort (1903)